# Pontificia commissione di archeologia sacra
La Pontificia commissione di Archeologia Sacra (PCAS) (in latino Pontificium consilium archaeologiae sacrae) è un organismo della curia romana.

## Storia
Nacque da un'idea dell'archeologo romano Giovanni Battista de Rossi, appassionato e grande studioso delle catacombe cristiane, che apportò all'archeologia cristiana un nuovo metodo topografico. Esso tiene in considerazione sia le fonti storiche, sia i monumenti.
Papa Pio IX, su suo suggerimento, decise di creare una commissione per la conservazione degli antichi edifici di Roma e del suburbio. Questa decisione fu presa perché a Roma, in quel periodo, stava tornando alla luce il complesso delle catacombe di San Callisto. La data formale di istituzione è il 6 gennaio 1852.
La commissione divenne "pontificia" sotto il pontificato di papa Pio XI nel 1925 e con i Patti Lateranensi del 1929 acquisì competenza anche sulle catacombe presenti nel territorio dello stato italiano.
Anche durante la seconda guerra mondiale l'attività della commissione, guidata da Antonio Ferrua S.I., continuò il suo operato. Si ebbero interventi su strutture architettoniche paleocristiane presenti in Italia.
In questi ultimi anni il dicastero è stato ammodernato, con lo scopo di raggiungere una migliore conoscenza dei complessi catacombali. Questo nuovo aspetto concerne sia l'attività archeologica e conservativa, sia l'assetto tecnico, documentario e operativo. 
Ogni anno, nella stagione autunnale, la Pontificia commissione di archeologia sacra programma la "Giornata delle catacombe", evento che permette ai visitatori e turisti di effettuare gratuitamente le visite alle catacombe più prestigiose.

## Cronotassi

### Presidenti
- Cardinale Basilio Pompilj (1925 - 5 maggio 1931 deceduto)
- Cardinale Francesco Marchetti Selvaggiani (1931 - 13 gennaio 1951 deceduto)
- Cardinale Clemente Micara (1951 - 11 marzo 1965 deceduto)
  - Vescovo Cesario D'Amato, O.S.B.Cas. (1964 - 1971 nominato vicepresidente del medesimo dicastero) (pro-presidente)
- Cardinale Luigi Traglia (1965 - 1967 dimesso)
- Cardinale Angelo Dell'Acqua, O.Ss.C.A. (1967 - 1969 dimesso)
- Arcivescovo Gennaro Verolino (1969 - 1986 ritirato)
- Arcivescovo Mario Schierano (1987 - 28 ottobre 1990 deceduto)
- Cardinale Francesco Marchisano (4 settembre 1991 - 28 agosto 2004 dimesso)
- Arcivescovo Mauro Piacenza (28 agosto 2004 - 3 settembre 2007 dimesso)
- Cardinale Gianfranco Ravasi (3 settembre 2007 - 25 novembre 2022 ritirato)
- Monsignore Pasquale Iacobone, dal 25 novembre 2022

### Vicepresidenti
- Vescovo Cesario D'Amato, O.S.B.Cas. (1971 - 1973 dimesso)
- Presbitero Michael John Zielinski, O.S.B.Oliv. (8 maggio 2007 - 2011 dimesso)

### Segretari
- Monsignore Carlo Respighi (1917 - giugno 1947 dimesso)
- Presbitero Antonio Ferrua, S.I. (1947 - 1971 dimesso)
- Presbitero Umberto M. Fasola (1971 - 1989 dimesso)
- Prof. Carlo Carletti (1989 - 1992 dimesso)
- Presbitero Antonio Baruffa, S.D.B. (1992 - 1993 dimesso)
- Prof. Fabrizio Bisconti (1993 - 18 luglio 2009 nominato sovrintendente archeologico delle catacombe)
- Monsignore Giovanni Carrù (18 luglio 2009 - 1º settembre 2017 dimesso)
- Monsignore Pasquale Iacobone (1º settembre 2017 - 25 novembre 2022 nominato presidente della medesima commissione)
- Dott.ssa Raffaella Giuliani, dal 25 novembre 2022